# Antonio Ortiz Alonso
Antonio Ortiz Alonso (Basauri, 20 dicembre 1918 – Aranda de Duero, 12 marzo 1976) è stato un calciatore spagnolo, di ruolo difensore.

## Carriera

### Club
Dopo essere cresciuto nella florida cantera dell'Athletic Bilbao, debutta in Primera División spagnola nella stagione 1939-1940, nella partita Celta Vigo-Athletic Bilbao (1-2) del 10 novembre 1940.
Con i Rojiblancos  trascorre cinque stagioni, in cui colleziona 80 presenze e vince un campionato e tre Coppe del Re.
Nel 1945 passa al Celta Vigo, mentre l'anno successivo scende tra i cadetti al Racing Santander.
Ritorna nel massimo campionato grazie al trasferimento al Real Madrid, società di cui veste la casacca una sola stagione, prima di concludere la carriera nel 1950 al Real Saragozza.

## Palmarès

### Club

#### Competizioni nazionali
- Coppa di Spagna: 3

Athletic Bilbao: 1943, 1944, 1945
- Campionato spagnolo: 1

Athletic Bilbao: 1942-1943